# Chang Chang-Sun
Chang Chang-Sun (Corea del Sur, 12 de junio de 1942) es un deportista surcoreano retirado especialista en lucha libre olímpica donde llegó a ser subcampeón olímpico en Tokio 1964.

## Carrera deportiva
En los Juegos Olímpicos de 1964 celebrados en Tokio ganó la medalla de plata en lucha libre olímpica estilo peso mosca, tras el luchador japonés Yoshikatsu Yoshida (oro) y por delante del iraní Ali Akbar Heidari (bronce).